# Kristotomus sheni
Kristotomus sheni là một loài tò vò trong họ Ichneumonidae.